# Southwark (burg)
Southwark este un burg londonez în partea de sud a râului Tamisa, Londra. Vecinii săi la nord sunt City-ul și Tower Hamlets, iar la sud vecinii sunt Lambeth și Lewisham.